# عبد المتين خصرو
عبد المتين خصرو (بالبنغالية: আবদুল মতিন খসরু؛ 12 فبراير 1950 - 14 أبريل 2021) محامي وسياسي بنغلاديشي. كان عضوًا في البرلمان عن دائرة كويلا الخامسة، حيث شغل المقعد لأول مرة بين عامي 1991 و2001. على الرغم من أنه خسر المقعد أمام يونس في الانتخابات العامة لعام 2001، إلا أنه استعاده في الانتخابات العامة في ديسمبر 2008. خدم في أول حكومة لحسينة كوزير للقانون والعدل من 1997 إلى 2001.